# 大河原発電所

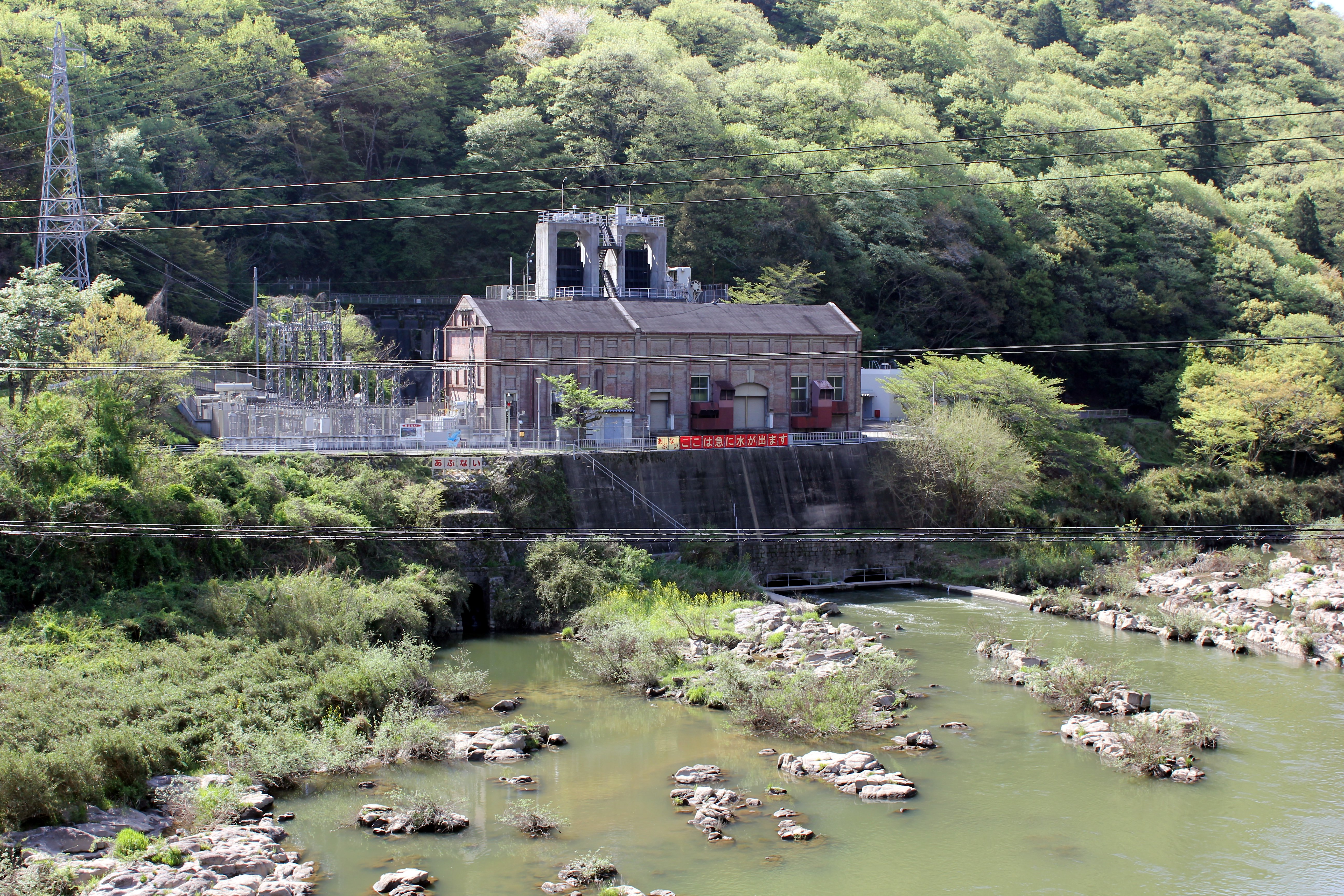
大河原発電所の全景

大河原発電所（おおかわらはつでんしょ）は、京都府相楽郡南山城村大字北大河原川浦1の2に所在する水路式の水力発電所。2017年現在は、関西電力が運営している。

## 概要
京都府・奈良県・三重県の境界に立地している。
1919年（大正8年）12月、京都電燈大河原発電所として運転を開始。2台の立軸三相交流同期発電機にはスイスから輸入されたE.W社製の立軸単流渦巻フランシス水車がつながれている。認可最大出力は3,200 kWであり、有効落差22.3 m、最大使用水量は18.6 m3/sである。
発電所は木津川の湾曲を利用し、湾曲部端に堰提を作って水を貯めている。堰提の表面は建設当時のままの石積が残っている。坑門上部の坑壁には当時の京都電燈の市川社長の自筆による「物事の幸福がこの地からはじまる」の意味を示した「發祥致福」の文字が刻まれている。発電所本館は煉瓦造であり、発電機が置かれている棟と送電設備が置かれている棟の2棟からなる。発電機棟の壁には妻側の面と平側の面に各1か所ずつ入り口が設けられており、入り口開口部の上部はアーチとなっている。このアーチのはじまる両端と頂部には石材が使われており意匠に凝ったものとなっている。窓の上下のまぐさにも石材が使われている。
2017年5月現在、開口部の建具は改修され出入口はシャッター、窓はアルミサッシになっており、外壁は1985年（昭和60年）に樹脂で補強がおこなわれている。

## 歴史
出典:
1919年（大正8年）、急速な電灯の需要を賄う目的で京都電燈大河原発電所として出力3,000 kW、2号機体制で運転を開始した。1944年（昭和19年）、軍需産業の電力需要を賄い、出力増強を図るため木製の決しゃ板が設置される。1951年（昭和26年）、電力再編成により関西電力大河原発電所となる。
1971年（昭和46年）、機構改革により京都支店より奈良支店に管轄が変更となる。
1986年（昭和61年）、無人化工事により奈良より遠隔制御となる。1996年（平成8年）、1号機全面改良。1997年（平成9年）、2号機全面改良（出力3,200 kWで運転開始）。

## 顕彰

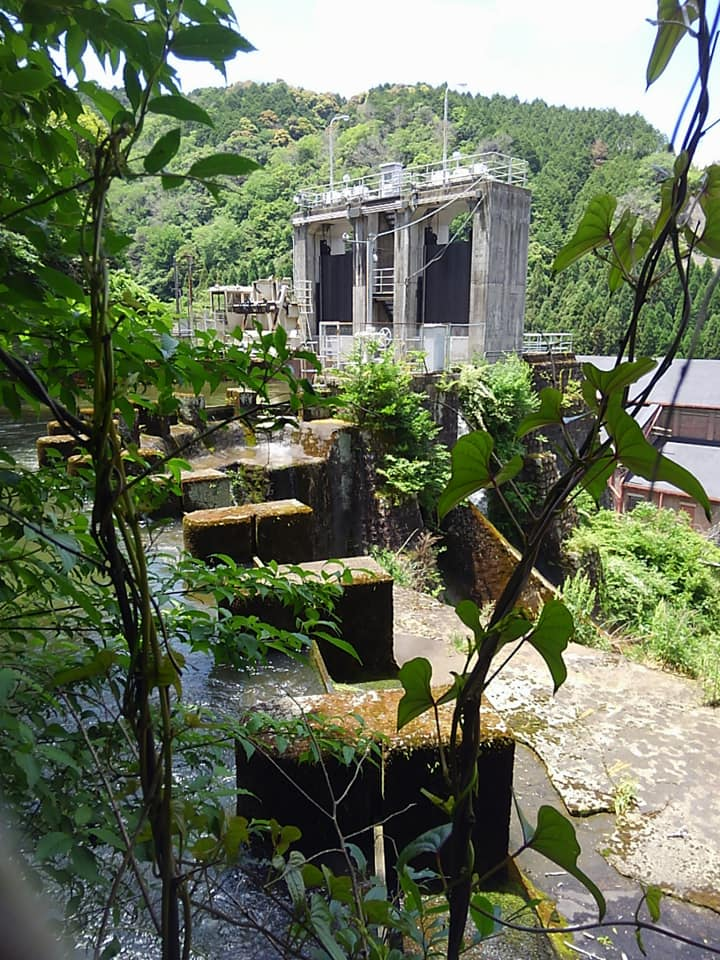
京都府相楽郡南山城村の大河原発電所貯水池

1982年（昭和57年）、日本建築学会が日本の近代建築（1860年 - 1945年）で現存する主要な建築物約13,000の中から、特に重要なものを「全国の建物約2000棟」として選定した際に、その対象となった。
発電所・堰提・取水口のシステム全体が当時の姿で残っていることから、土木学会は発電所と堰堤に対して下記の顕彰を行っている。
- 「日本の近代化遺産―現存する重要な土木建造物2800選」 - 2005年[4][5]
- 土木遺産 - 2013年[6]